# الصورة العامة (رواية)
الصورة العامة (بالإنجليزية: The Public Image)‏ هي رواية للكاتبة الإسكتلندية موريل سبارك، نشرت عام 1968، لأول مرة عن دار نشر ماكميلان في المملكة المتحدة وكنوبف في الولايات المتحدة.